# カーメイクT&E
カーメイクT&E（CAR MAKE T&E）は、静岡県御殿場市に本社を置くチューニングショップ及び自動車関連部品の製造・販売を行う企業。現在の社名は株式会社ティー・アンド・イー。代表は上野高広。
主力ブランドに、エアロパーツブランドの「VERTEX」がある。

## 概要
1996年（平成8年）10月に、ウインドウフィルム、ポリマー施工を主とする会社として設立された。
1998年（平成10年）にエアロパーツブランド「VERTEX」を立ち上げる。後述するD1グランプリでの活躍などによって、ドリフトを中心に人気を博す。2000年（平成12年）には「ism」、2001年（平成13年）には「VERTEX RIDGE」、2002年（平成14年）には輸入車用ブランド「VERTICE」といったように、新ブランドの展開も行った。2023年現在は8ブランドを抱え、エアロパーツだけでなくマフラーやステアリング、シフトノブ、ホイールナットなど様々なパーツの製造・販売を行っている。また、コーティング剤やヘッドライトの黄ばみ除去剤などのカー用品も扱う。
自社のエアロパーツがネッツ店でオプションとしてカタログに掲載されたこともある（アルテッツァ）。
痛車関連のホビーを多数扱う青島文化教材社から、VERTEXのエアロパーツを装着したらき☆すたの痛車ミニカーが発売された縁で、この分野では初めてとなる「痛油」（キャラが印刷されたボトルに入っている香りつきエンジンオイル）が2009年（平成21年）に発売され話題となった。後にT&E限定ラジコンカーとしてかんなぎの痛車仕様を発売したり、前述の青島文化教材社から発売されている痛車プラモデルシリーズにもT&Eのエアロパーツが採用されたりしている。
2021年に本社を神奈川県横浜市都筑区から静岡県御殿場市に移転した。

## ブランド
- VERTEX[3]
- VERTEX RIDGE[3]
- VERTICE[3]
- VERTEX EDGE
- ism[3]
- VERTEX LANG[3]
- DIGNA Feat.VERTEX[3]
- Legerfort（マフラーなどエキゾースト関連）[3]

## モータースポーツ活動
D1グランプリには、2003年（平成15年）から20年にわたりワークス参戦している。ドライバーは代表の上野高広であり、マシンにはVERTEXブランドのエアロパーツが装着されている。また、上野のこだわりから30ソアラ、BMW・3シリーズクーペ（E92）、レクサス・RCといったように、大型のクーペで参戦を続けている。
また、かつてはHKSやApexチームの車両にもVERTEXのエアロパーツが装着されていた。
2012年には、ウルトラマンサーガと英雄伝説 零の軌跡 Evolutionとコラボレーションした車両で参戦した。
ドリフトのイメージが強いが、過去にスーパー耐久等のサポートも行っていた。